# Parastasia bimaculata
Parastasia bimaculata är en skalbaggsart som beskrevs av Guérin-Méneville 1843. Parastasia bimaculata ingår i släktet Parastasia och familjen Rutelidae. Utöver nominatformen finns också underarten P. b. nicobarica.